# Kawajiri Hidetaka
Kawajiri Hidetaka est un nom japonais traditionnel ; le nom de famille (ou le nom d'école), Kawajiri, précède donc le prénom (ou le nom d'artiste).
Kawajiri Hidetaka (河尻 秀隆, 1527-7 juillet 1582) est un samouraï et daimyo de l'époque Sengoku de l'histoire du Japon, au service du clan Oda. Hidetaka était un serviteur de longue date de la famille Oda, servant d'abord Oda Nobuhide, puis Oda Nobunaga. Vétéran d' Azukizaka, il accompagna Ikeda Nobuteru au château Suemori en 1557 pour détruire Oda Nobuyuki. Il a continué à se battre dans des batailles comme Okehazama (1560), et à Iwamura en 1575, où Oda Nobutada a mené un siège qui a fait tomber les Takeda dans la province de Mino. Après la chute des Takeda au printemps 1582, Hidetaka reçut Fuchu à Kai et le gouvernât de cette province, ainsi que certaines terres dans la province de Shinano. Après la mort de Nobunaga, les habitants de Kai se sont soulevés contre Hidetaka et il a été tué en tentant de fuir la province.

## Source de la traduction
- (en) Cet article est partiellement ou en totalité issu de l’article de Wikipédia en anglais intitulé « Kawajiri Hidetaka » (voir la liste des auteurs).